# Dactylopodia tisboides
Dactylopodia tisboides är en kräftdjursart som först beskrevs av Claus.  Dactylopodia tisboides ingår i släktet Dactylopodia och familjen Thalestridae. Inga underarter finns listade i Catalogue of Life.